# Temptation Harbour
Temptation Harbour é um filme de drama policial britânico de 1947 dirigido por Lance Comfort. Foi baseado no romance Newhaven-Dieppe, de Georges Simenon.